# Мейджор, Джон
Сэр Джон Ме́йджор (англ. Sir John Major; род. 29 марта 1943[…], Лондон) — британский политический и государственный деятель, премьер-министр Великобритании с 28 ноября 1990 по 2 мая 1997 года.
Видный деятель Консервативной партии; 28 ноября 1990 года, после того, как в связи с разногласиями в партии Маргарет Тэтчер подала в отставку со всех должностей, был избран лидером партии и вследствие этого назначен премьер-министром. Под его руководством консерваторы одержали победу на парламентских выборах 1992 года.
После того, как консерваторы потерпели сокрушительное поражение на выборах 1997 года, Мейджора в должности премьер-министра сменил лейборист Тони Блэр, а в должности лидера консерваторов — Уильям Хейг.

## Биография

### Происхождение
Родился в Лондоне в семье бывшего циркача, ставшего впоследствии театральным менеджером. Около двадцати лет работал в банковской сфере. В 1979 году был избран членом британского парламента от Консервативной партии.

### Начало политической карьеры
Джон Мейджор интересовался политикой с юного возраста. По совету своего товарища Дерека Стоуна, члена Консервативной партии, он стал произносить речи на импровизированной трибуне на рынке Брикстона. В 1964 году, в возрасте 21 года он выдвинул свою кандидатуру в совет округа Ламбет Боро и неожиданно был избран. В совете он был заместителем председателя комитета по строительству. Однако в 1971 году, несмотря на то, что Джон перешёл в другой округ, где консерваторы были более популярны, он проиграл выборы и потерял место в совете.
Мейджор был активным членом молодёжного крыла консервативной партии. По словам его биографа Энтони Селдона, он привлёк большое количество молодёжи в Брикстоне в ряды консервативной партии. Селдон пишет также, что большое влияние на него оказала Джин Киренс, которая была на 13 лет старше его и стала его учителем, а затем и любовницей. Общение с ней подготовило Джона к политической карьере и привело к тому, что он стал более амбициозен и в то же время научился более грамотно подавать себя. Их отношения продолжались с 1963 по 1968 годы.

### Работа в парламенте и правительстве
На всеобщих выборах 1974 года Мейджор баллотировался в парламент в Северном Сент-Панкрасе, где были традиционно сильны лейбористы, и не смог победить. В ноябре 1976 он был выбран кандидатом от консерваторов в Хантингдоншире, и на следующих всеобщих выборах 1979 года был избран в парламент. Затем он переизбирался от того же округа в 1987, 1992 и 1997 годах, причем в 1992 году с рекордным преимуществом в голосах. В выборах 2001 года Мейджор уже не участвовал.
Он был секретарем парламента с 1981 года, затем парламентским организатором партии (assistant whip) с 1983 года. В 1985 году Мейджор стал заместителем министра по социальным вопросам, а с 1986 года — министром в том же ведомстве. Затем в 1987 году он стал заместителем министра финансов, а в 1989 неожиданно был назначен министром иностранных дел, несмотря на отсутствие дипломатического опыта. Он пробыл в этой должности всего три месяца, после чего перешёл на должность канцлера казначейства. В этой должности он успел представить парламенту лишь один бюджет — весной 1990 года.
Осенью 1990 года в консервативной партии под влиянием оппозиции Маргарет Тэтчер прошли перевыборы лидера партии. Тэтчер выиграла в первом туре, но опасаясь раскола партии, приняла решение отказаться от участия во втором. Тогда Мейджор решил принять участие в выборах и выиграл их. На следующий день, 27 ноября 1990 года, он был назначен премьер-министром.

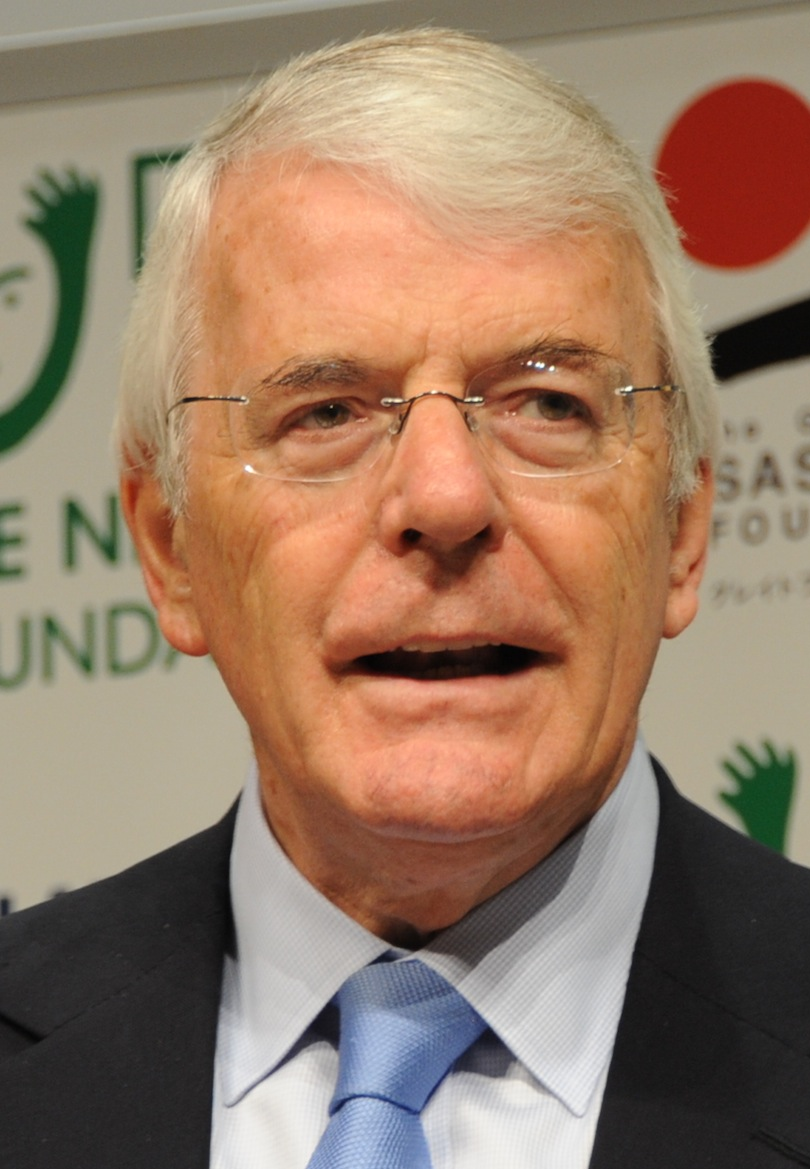
Джон Мейджор в 2014 году

### В должности премьер-министра (1990—1997)
Мейджор занял должность премьер-министра незадолго до того, как началась война в Персидском заливе. Он играл в этой войне одну из ключевых ролей. В частности, именно он убедил американского президента Джорджа Буша-старшего объявить территорию иракского Курдистана запретной зоной для полетов иракской авиации. Это помогло защитить курдов и мусульман-шиитов от преследований со стороны режима Саддама Хусейна.
В первый год правления Мейджора мировая экономика переживала спад, первые признаки которого были заметны ещё во время правления Маргарет Тэтчер. Экономика Великобритании из-за этого также оказалась не в лучшем положении. Ожидалось поэтому, что на всеобщих выборах 1992 года консервативная партия, возглавляемая Мейджором, скорее всего проиграет лейбористской, во главе которой стоял Нейл Киннок. Однако Мейджор не согласился с этим и стал проводить кампанию в «уличном» стиле, выступая перед избирателями в духе своих прежних речей в округе Ламберт. Яркие выступления Мейджора контрастировали с более гладкой кампанией Киннока и привлекли симпатии избирателей. Консервативная партия выиграла выборы, хотя и получила непрочное парламентское большинство, а Мейджор во второй раз стал премьер-министром.
Всего через 5 месяцев после начала второго срока премьерства Мейджора разразился финансовый кризис, вошедший в историю как «Чёрная среда». Кризис был спровоцирован валютными спекулянтами (самым известным из которых был Джордж Сорос), которые сыграли на противоречиях в европейской валютной системе и вызвали резкое падение курса британского фунта. Правительство Великобритании вынуждено было пойти на девальвацию фунта и выйти из европейской валютной системы (ERM). Мейджор признавал, что был очень близок к отставке в дни кризиса и даже написал письмо с просьбой об отставке на имя королевы, хотя так и не отправил его. С другой стороны, канцлер казначейства Норман Ламонт (28 ноября 1990 г. — 27 мая 1993 г.) говорил, что Мейджор был спокоен в эти дни. Несмотря на это, в автобиографии Ламонт последовательно критикует Мейджора за его неспособность принять чёткое решение и его отказ вывести фунт из европейской валютной системы в самом начале кризиса. По мнению Ламонта, из-за этого миллиарды фунтов были потрачены зря на бесплодные попытки удержать курс фунта в необходимых пределах, хотя было уже ясно, что сделать это скорее всего не удастся.
В течение 7 месяцев после чёрной среды Мейджор сохранял состав своего правительства неизменным, но затем, исходя из политической целесообразности, предложил Ламонту (ставшему крайне непопулярным) другой правительственный пост (министр по делам окружающей среды). Оскорбившись, Ламонт подал в отставку, а ключевой пост канцлера казначейства занял политический тяжеловес — Кеннет Кларк. Затянувшаяся пауза на фоне продолжавшегося кризиса была воспринята наблюдателями как неспособность премьера принимать решения, и популярность Мейджора ещё больше упала.
После вынужденного выхода Великобритании из европейской валютной системы британская экономика восстанавливалась довольно быстрыми темпами. Этому способствовала гибкая экономическая политика с плавающим валютным курсом и низкой ставкой рефинансирования, а также то, что падение курса фунта повысило привлекательность британских товаров за рубежом и экспорт резко вырос.
После коррупционного скандала в парламенте создал Комитет по стандартам публичной сферы.
Приостановил работу парламента с 21 марта 1997 года до выборов 1 мая 1997 года.
На парламентских выборах 1997 года потерпел сокрушительное поражение, уступив свой пост лейбористу Тони Блэру.

## Кинематограф
- Майкл Малоуни — «Маргарет» (2009).
- Робин Кермод — «Железная леди» (2011).
- Марк Озалл (4 сезон) и Джонни Ли Миллер (5 сезон) — «Корона» (с 2020).